# Frederick Ko Vert
Frederick Ko Vert, né le 10 juin 1901 en Pennsylvanie et mort le 31 mai 1949 à Los Angeles, Californie, est un acteur et costumier américain du cinéma muet. Il est connu pour ses interprétations de personnages féminins.

## Filmographie
Source principale de la filmographie :
- 1920 An Adventuress de Fred J. Balshofer : Lyn Brook (comme Fred Covert)
- 1921 I Am Guilty de Jack Nelson : le danseur (comme Frederic De Kovert)
- 1924 The Reel Virginian de Edgar Kennedy et Reggie Morris (short) (comme Fred Kovert)
- 1925 Le Sorcier d'Oz (The Wizard of Oz) de Larry Semon : le fantôme du panier
- 1925 : Le Piège à maris (Chasing the Chaser) de Stan Laurel (CM) : le détective
- 1925 The Unchastened Woman de James Young
- 1925 Starvation Blues de Richard Wallace (CM) : le danseur (comme Frederick Kovert)
- 1927 The First Night de Richard Thorpe : Mimi/Jack White
- 1931 The College Vamp de William Beaudine (CM) : le travesti (non crédité)